# メアリー (グロスター＝エディンバラ公爵夫人)
グロスター＝エディンバラ公爵夫人メアリー王女（Princess Mary, Duchess of Gloucester and Edinburgh, 1776年4月25日 - 1857年4月30日）は、イギリス王ジョージ3世とその王妃シャーロットの間の第11子、四女。従兄のグロスター＝エディンバラ公ウィリアム・フレデリックに嫁いだ。

## 略歴
メアリーは娘たちを手元から離したがらない両親のそばで、姉妹たちと一緒に生活を送った。メアリーはジョージ3世の6人の娘たちの中で最も美しい王女で、1796年頃にはロンドンに亡命中のオランダ総督・オラニエ公ウィレム5世の末息子フレデリック（1774年 - 1799年）と恋仲になった。しかしジョージ3世は娘たちは年齢順に結婚すべしと決めており、2人の結婚を許さなかった。1799年にフレデリックが従軍中に戦病死すると、メアリーは公に喪に服することを許可された。
1816年7月22日、メアリーは従兄のグロスター＝エディンバラ公ウィリアム・フレデリックとバッキンガム宮殿の礼拝堂で結婚した。メアリーの長兄である摂政宮ジョージ王子（後のジョージ4世）はこの結婚に際し、ウィリアム・フレデリックの敬称を単なる「Highness」から「Royal Highness」に昇格させている。これは妻と夫の身分を対等にするための措置であった。
グロスター公爵夫妻はバグショット・パークで暮らし、メアリーは夫の死後はリッチモンド・パークのホワイト・ロッジに移った。公爵夫妻には子供が無かった。メアリーは姪のヴィクトリア女王には慕われていたという。また長兄のジョージ4世と非常に仲が良く、ジョージ4世と一緒になって彼の妻キャロライン・オブ・ブランズウィックを激しく嫌った。メアリーはジョージ3世の15人の子供たち（うち2人が夭折）の中で最も長生き（81歳）し、そして最も後まで生きていた。